# Championnat de Syrie de football 1994-1995
Navigation
Saison 1991-1992 Saison 1995-1996
La saison 1994-1995 du Championnat de Syrie de football est la vingt-quatrième édition du championnat de première division en Syrie. Les douze meilleurs clubs du pays sont regroupés au sein d'une poule unique où ils s'affrontent deux fois au cours de la saison, à domicile et à l'extérieur. En fin de saison, deux clubs sont relégués et remplacés par les quatre meilleurs clubs de deuxième division afin de permettre l'élargissement du championnat à 14 formations.
C'est le club d'Al Ittihad Alep qui remporte le championnat cette saison, après avoir terminé en tête du classement final, avec deux points d'avance sur Jableh SC et six sur Al-Karamah SC. C'est le cinquième titre de champion de Syrie de l'histoire du club.

## Les clubs participants
| - Al Futuwa Deir ez-Zor - Al-Karamah SC - Al Ittihad Alep - Jableh SC - Al Wathba Homs - Al Shorta Damas | - Tishreen SC - Hutteen SC - Al Wahda Damas - Al Jazira Damas - Hurriya SC - Al Jihad Damas |

## Compétition

### Classement
Le barème utilisé pour établir le classement est le suivant :
- Victoire : 3 points
- Match nul : 1 point
- Défaite : 0 point

| Rang | Équipe                | Pts | J  | G  | N | P  | Bp | Bc | Diff |
| ---- | --------------------- | --- | -- | -- | - | -- | -- | -- | ---- |
| 1    | Al Ittihad Alep       | 47  | 22 | 14 | 5 | 3  | 41 | 14 | +27  |
| 2    | Jableh SC             | 45  | 22 | 12 | 9 | 1  | 32 | 15 | +17  |
| 3    | Al-Karamah SCC        | 41  | 22 | 13 | 2 | 7  | 37 | 19 | +18  |
| 4    | Hutteen SC            | 39  | 22 | 10 | 9 | 3  | 42 | 33 | +9   |
| 5    | Tishreen SC           | 37  | 22 | 10 | 7 | 5  | 31 | 22 | +9   |
| 6    | Al Wahda Damas        | 31  | 21 | 8  | 7 | 6  | 20 | 17 | +3   |
| 7    | Al Jihad Damas        | 29  | 22 | 7  | 8 | 7  | 20 | 28 | -8   |
| 8    | Al Shorta Damas       | 26  | 22 | 6  | 8 | 8  | 19 | 22 | -3   |
| 9    | Hurriya SCT           | 20  | 22 | 4  | 8 | 10 | 26 | 28 | -2   |
| 10   | Al Wathba Homs        | 16  | 22 | 4  | 4 | 14 | 17 | 32 | -15  |
| 11   | Al Futuwa Deir ez-Zor | 15  | 23 | 3  | 6 | 14 | 18 | 39 | -21  |
| 12   | Al Jazira Damas       | 11  | 22 | 2  | 5 | 15 | 16 | 50 | -34  |

|  | Champion de Syrie 1994-1995                            |
|  | Relégation directe en deuxième division                |
|  | T : Tenant du titre C : Vainqueur de la Coupe de Syrie |

## Bilan de la saison
| Championnat de Syrie de football 1994-1995                        |                            |
| Champion                                                          | Al Ittihad Alep (5e titre) |
| Coupes et trophées                                                |                            |
| Vainqueur de la Coupe de Syrie 1994-1995                          | Al-Karamah SC              |
| Qualifications continentales                                      |                            |
| Coupe d'Asie des clubs champions 1995-1996                        | Aucun                      |
| Coupe d'Asie des vainqueurs de coupe 1995-1996                    | Aucun                      |
| Promotions et relégations                                         |                            |
| Promus en Syrian League                                           | Al Jaish Damas             |
| Promus en Syrian League                                           | Al Majd Damas              |
| Promus en Syrian League                                           | Al Shorta Alep             |
| Promus en Syrian League                                           | Al Barada Damas            |
| Relégués en Championnat de Syrie de football de deuxième division | Al Wathba Homs             |
| Relégués en Championnat de Syrie de football de deuxième division | Al Jazira Damas            |